# Gegants i capgrossos de Torelló
Els Gegants i Capgrossos de Torelló, son el conjunt d'imatgeria popular de la vila de Torello formada per dos gegants i onze capgrossos originals (1908-1964) i dues rèpliques dels gegants i tretze capgrossos (1988-2008).

## Característiques dels Gegants i Capgrossos
Els gegants són el Sanç també conegut amb el sobrenom del Rei Moro de Mallorca i l' Albina també coneguda amb el sobrenom de Pubilla de Puigbacó, comprats el 1908 a la botiga El Ingenio de Barcelona, en aquells temps propietat del torellonenc Benet Escaler. El material amb què foren construïts són; cartó pedra i policromia a l’oli per la figura i fusta pel cavallet.

###### Gegants
- El Sanç o Rei Moro de Mallorca, original pesa 54,5 kg kg i té una alçada de 3,65 m.[5] La replica pesa 42 kg.[4] El vestit és de color marró vermellós i una sanefa beix amb una franja també beix on a l'altura de la pitrera porta l'escut de Torelló. El barret es de color vermell amb franges blanques, un vel blanc i una lluna metàl·lica, a la part de davant. A la cintura porta una banda que també li serveix per sostenir l'espasa. Una capa vermella de vellut amb caputxa li cobreix les espatlles i baixa fins els peus. Com a complement porta un collaret de cadena amb pedreria de colors, un pergamí a la ma dreta amb una medalla amb l'escut vell de la vila i un alfange, és a dir, un sabre curt i corbat a la cintura.[5] L'any 2008 se li va fer una restauració integral.[5]

- L'Albina o Pubilla de Puigbacó, original pesa 58,5 kg i té una alçada de 3,60 m[4] La rèplica pesa 38,5 kg[5] El seu vestuari consta d'un cosset negre amb l’escut de la vila, faldilla florejada, un davantal de blonda negra, i a sobre les espatlles un mocador florejat amb serrells. Als braços, mitenes negres i al cap cobert amb un ret negre. Com a complements porta, arracades rodones daurades, un collaret amb brillants vermells, un ram de flors a la mà dreta i un mocador blanc a la mà esquerra.[6]

###### Capgrossos

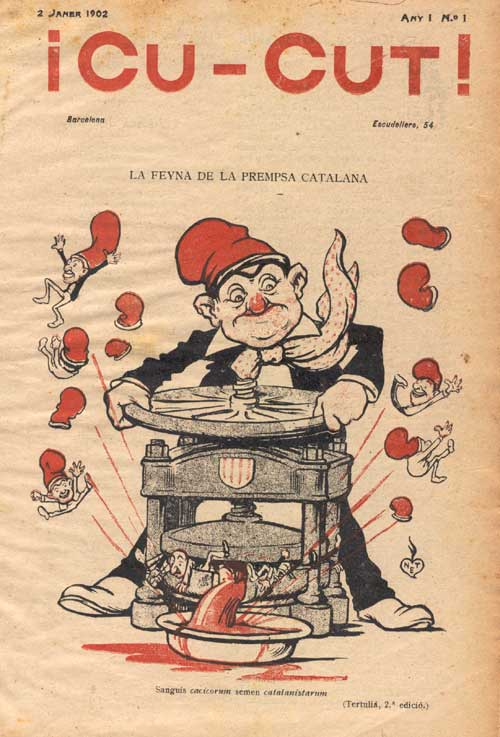
Portada del setmanari ¡Cu-Cut!

El conjunt de capgrossos originals centenaris, estava format en els seus inicis per: 
- El cucut, també conegut amb el sobre nom de El Cucut cara brut, vesteix amb una camisa blanca, armilla de pana negra, faixa vermella i espardenyes de set vetes negres. La figura d'aquest capgròs es un rèplica del ninot creat per Gaietà Cornet, personatge principal del setmanari satíric, ¡Cu-Cut!. Pesa 8,75 kg.[7]

- En Patufet també conegut amb el sobrenom de En Patufet del cul estret, vesteix amb una camisa blanca, pantalons de pana beix amb una llufa al cul, una faixa vermella i calçat amb  unes espardenyes negres o vermelles. Pesa 6 kg.[8]
- El Vell tambe conegut amb el sobrenom de El Pagès que no fanga res, vesteix una camisa llarga de color gris fosc, un mocador de farcell, els pantalons negres per sota genoll, unes mitges blanques i les espardenyes de set vetes negres, conformen el seu vestuari. Pesa, 6,5 kg.[9]
- La vella, també coneguda amb el sobrenom deLa vella reganyuda, vesteix amb un vestit llarg de color morat amb diversos brodats, unes mitges negres i espardenyes de set vetes negres, com a complement porta un mocador de punta blanc. Pesa 6,95 kg.[10]
- La Jove, també coneguda amb el sobrenom de La Jove presumida. Va vestida amb una faldilla, davantal, brusa, una mantellina i calçada amb unes espardenyes de set vetes. Pesa, 6,25 kg.[11]

- L'Hereu (desaparegut)

Tots ells incorporats al conjunt el 1908, el material de construcció de la figura és el cartó pedra.
Conjunt de capgrossos originals està format per: 
- Patge vell, amb un pes de 7,29 kg fou incorporat al conjunt de comparses l'any 1940. També se'l coneix com El patge que "s'escagatxa".
- Patge ros, pes 6,80 kg, any 1940. Moro, Pesa 3,97 kg, any 1943.
- Cuiner, Pesa 5,20 kg,
- Pubilla, també anomenada la Noia, Pesa 3,82 kg, any 1964-68', porta el cabell recollit i unes arracades daurades, vestida amb una faldilla en tons vermells i una brusa del mateix color, amb puntes al coll i a les mànigues, porta una mantellina, un davantal negra i va calçada amb unes espardenyes de set vetes.[12]
- Patufet petit, incorporat l'any 1983 i desaparegut.

La figura en tots ells està construïda en cartó pedra.
| CAPGROSSOS DE TORELLÓ             |               |      |        |             |
|                                   | Figura        | Any  | Pes    | Material    |
| --------------------------------- | ------------- | ---- | ------ | ----------- |
| RÈPLIQUES                         |               |      |        |             |
|                                   | Cucut         | 1994 | 5,20kg | Cartó pedra |
|                                   | Patufet       | 1994 | 3kg    | Cartó pedra |
|                                   | Vell          | 1994 | 3,43kg | Cartó pedra |
|                                   | Vella         | 1994 | 3,66kg | Cartó pedra |
|                                   | Jove          | 1994 | 3,49kg | Cartó pedra |
|                                   | Patge vell    | 1994 | 3,49kg | Cartó pedra |
|                                   | Parge ros     | 1994 | 4,37kg | Cartó pedra |
|                                   | Moro          | 1994 | 2,89kg | Cartó pedra |
|                                   | Cuiner        | 1994 | 3,43kg | Cartó pedra |
|                                   | Pubilla       | 1994 | 3kg    | Cartó pedra |
| NOVES (originals després de 1993) |               |      |        |             |
|                                   | Patufet petit | 1993 | 2kg    | Cartó pedra |
|                                   | Hereu         | 1995 | 2,89kg | Cartó pedra |
|                                   | Pescallunes   | 2008 | 2,5kg  | Cartó pedra |